# Turulung
Turulung (Hongaars: Túrterebes) is een Roemeense gemeente in het district Satu Mare.
Turulung telt 3851 inwoners. Hiervan is bijna 60% behorend tot de Hongaarse minderheid in Roemenië. De bevolking is in meerderheid Rooms Katholiek.
De burgemeester van de gemeente is sinds 2012 Gheorghe-Nicolae Gyákon,een vertegenwoordiger van het Duitse forum, de partij van de Duitse minderheid in Roemenië. In de bevolkingsaantallen van de gemeente maken de Duitsers nog 2 procent uit!
Steden met gemeentestatus: Satu Mare · Carei

Steden zonder gemeentestatus: Ardud · Negrești-Oaș · Tășnad · Livada

Gemeenten: Acâș · Andrid · Apa · Bătarci · Beltiug · Berveni · Bixad · Bârsău · Bogdand · Botiz · Călinești-Oaș · Cămărzana · Cămin · Căpleni · Căuaș · Cehal · Certeze · Craidorolț · Crucișor · Culciu · Doba · Dorolț · Foieni · Gherța Mică · Halmeu · Hodod · Homoroade · Lazuri · Medieșu Aurit · Micula · Moftin · Odoreu · Orașu Nou · Păulești · Petrești · Pir · Pișcolt · Pomi · Sanislău · Santău · Săcășeni · Săuca · Socond · Supur · Tarna Mare · Terebești · Tiream · Târșolț · Turț · Turulung · Urziceni · Valea Vinului · Vama · Vetiș · Viile Satu Mare